# Thomas Young
Thomas Young (Milverton, 1773. június 13. – London, 1829. május 10.) angol orvos és fizikus, polihisztor.

## Életpályája
Kétéves korában már tudott olvasni, és csak úgy falta az őt rajongva szerető nagyapjától kapott könyveket. Hatévesen már beszélt latinul, majd elsajátította a görög, a francia, az olasz, a héber, a káldeus, a szír, a sumer, az arab, a perzsa, a török és az etióp nyelvet. Mindezt 16 éves koráig. Fiatal korában – amint a megtanult nyelvek sora is igazolja – elsősorban a régészet és az ókori történelem iránt érdeklődött, bár tulajdonképpen minden érdekelte. 1792-ben, 19 éves korában kezdett orvostant tanulni, az volt a szándéka, hogy nagy-nagybátyja londoni praxisához csatlakozik. Londonban, Edinburgh-ban és Göttingenben tanult, ahol 1796-ban szerezte meg az orvosi diplomáját. Elsőéves orvostanhallgató korában Young magyarázatot adott a szem működésére. Ezért a felismerésért 21 éves korában, még egyetemi hallgatóként a Royal Society tagjává választották. Miután megszerezte orvosi diplomáját, egy ideig Németországban utazgatott, majd két évig Cambridge-ben dolgozott különféle tudományos problémákon. Sokoldalúságát is mutatja, hogy itt ragadt rá a "Fenomén" Young becenév. 1800-ban visszatért Londonba, hogy ott folytasson orvosi gyakorlatot. Emellett 1801-1804 között a Royal Institution fizikaprofesszoraként is tevékenykedett. Előadásai 1807-ben jelentek meg A course of lectures on natural philosophy and the mechanical arts címmel. 1811-ben a Szent György Kórház orvosa lett, amely állását 1829-ben bekövetkezett haláláig megtartotta. Mindemellett a Royal Society nemzetközi titkáraként működött, ahol jó hasznát vette nyelvtudásának.

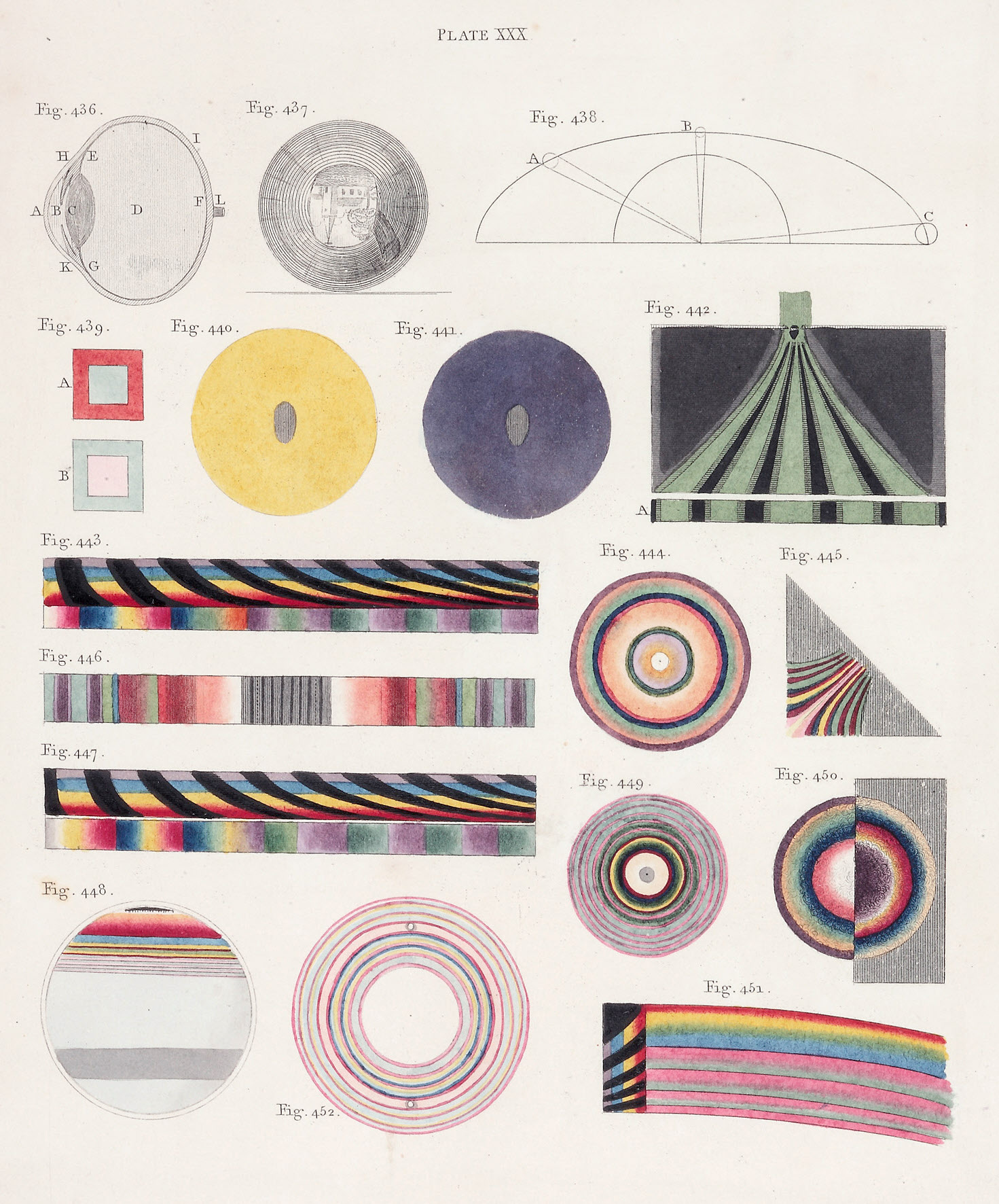
Egy oldal az 1807-ben A course of lectures on natural philosophy and the mechanical arts címmel publikált könyv illusztrációiból.

## Munkássága
Részletes vizsgálatokat folytatott a szem működésével, a látáshibákkal, és a színlátással kapcsolatban.
Megmutatta, hogy a szemizmok segítségével megváltozik a szemlencse alakja, azaz a fókusztávolsága. Így képes a szem a különböző távolságra lévő tárgyakat a mindig ugyanolyan távolságra lévő retinára élesen leképezni.
Young adta meg az asztigmatizmusként ismert látáshiba magyarázatát. Eszerint a szem szaruhártyájának egyenetlen, illetve nem gömbszimmetrikus görbülete miatt a szem a vízszintes és függőleges síkban haladó fénysugarakat nem ugyanabba a pontba fókuszálja.
Elsőként értette meg, hogy a színlátás a három alapszín (vörös, zöld és kék) kombinációjának eredményeképpen jön létre, mégpedig úgy, hogy az egyes alapszíneket a szemben különböző receptorok érzékelik.
De az orvostudomány csak egyetlen volt az őt érdeklő tudományterületek közül. Fontos eredményeket ért el a fizikában is. A kohézióval kapcsolatos vizsgálataiban becsülte meg a molekulák méretét.
Ő fedezte fel az interferencia jelenségét, ezzel a fény hullámtermészetének legfőbb bizonyítékát szolgáltatta. Interferenciaelméletével értelmezte Newton számos kísérletét, többek között megadta a Newton-gyűrűk magyarázatát is. Nevéhez fűződik a Young-féle kétréses kísérlet. Young leginkább a fény interferenciájával kapcsolatban végzett kutatásainak köszönhetően vált híressé.
1815-től visszatért korábbi érdeklődési területére, és elsősorban az ókori történelem kérdései foglalkoztatták. Egyiptológiai tárgyú cikkeket jelentetett meg, és közreműködött az 1799-ben a Nílus torkolatvidékén talált rosette-i kő szövegének megfejtésében. Valószínűleg Young vezető szerepet vállalt az írás megfejtésében, bár ezért a munkájáért semmiféle elismerés nem érte, mert eredményeit 1819-ben anonim cikkben publikálta az Encyclopædia Britannica kiegészítő kötetében.